# Waco
Waco ist die Bezirkshauptstadt und der Sitz der Countyverwaltung (County Seat) des McLennan Countys im US-Bundesstaat Texas. Die 1849 gegründete Stadt hat rund 138.500 Einwohner (Stand: 2020) und liegt in Zentraltexas am Südrand der Great Plains. Traditionell war die Stadt Viehzuchtzentrum; in den 1920er Jahren war sie ein wesentliches Aktionsfeld des Ku-Klux-Klan. Die Folgen der Great Depression sowie die damit verbundene Verödung des Innenstadtzentrums ging die Stadtverwaltung Ende der 1950er Jahre mit einem Revitalisierungsprogramm an. International in die Schlagzeilen geriet Waco 1993 anlässlich der gewaltsamen Erstürmung des Geländes der Davidianer-Sekte, auf dem sich knapp 100 Angehörige der Gruppe wochenlang verbarrikadiert hatten.

## Geographie

Waco Suspension Bridge (um 1968)

Geographisch liegt Waco in der Randzone der südlichen Great Plains, deren ebene, waldarme Landschaft die weitere Umgebung der Stadt prägt. Die Stadt liegt beidseits des nach Südost führenden und in den Golf von Mexiko einmündenden Brazos River. Das Kerngebiet der Stadt liegt auf dem westlichen Flussufer; wichtigste Verbindung zwischen dem West- und dem Ostteil ist die 1870 errichtete Waco Suspension Bridge. Unmittelbar im Westen grenzt Waco an den Lake Waco, einen Stausee, der von dem in den Brazos einmündenden Bosque River gespeist wird.
Von der Lage her ist die Stadt das dominierende Zentrum des McLennan Countys. Zum städtischen Verdichtungsraum gehören unter anderem die Städte China Spring, Lacy-Lakeview, Bellmead, Robinson, Hewitt, Woodway sowie die (den Status einer eigenständigen City innehabende) Enklave Beverley Hills am Rand der Innenstadt. Innerhalb von Texas ist Waco Bestandteil der – nach wie vor stark von Viehzucht geprägten – Region Central Texas, deren Endpunkte ungefähr von den Metropolen Dallas-Fort Worth und Austin abgesteckt werden. Aufgrund seiner Lage in der Nähe des geografischen Zentrums des Bundesstaats hat Waco auch den Beinamen „Heart of Texas“.
Das Stadtgebiet gliedert sich auf in die Stadtteile North Waco (Kern-Stadtgebiet), Brook Oaks, das eigentliche Stadtzentrum (Downtown), University, Brookview, Heart of Texas, Parkdale Viking Hills, Mountain View sowie Carver. auf der östlichen Seite des Brazos River. Gängig ist darüber hinaus die Grob-Einteilung in Zentrum, North Side, South Side, East Side sowie Außenbezirke. Verkehrstechnisch kreuzen sich in Waco mehrere überregionale Verbindungswege: der Interstate Highway 35 (Nord-Süd-Richtung), die US-Highways 84 und 77 (Ost-West-Richtung beziehungsweise Nord-Süd-Richtung), der State Highway 6 sowie die Eisenbahnlinien der Missouri Pacific Railroad und der St. Louis Southwestern Railway.
Das Wetter in Waco wird von der Großlandschaft der Great Plains bestimmt. Charakteristisch sind heiße Sommer; die Winter fallen aufgrund der südlichen Lage nicht so kalt aus wie in nördlicher gelegenen Prärie-Bundesstaaten. Aufgrund der offenen, nicht durch Berge geschützten Lage ist stetiger Wind typisch. Darüber hinaus liegt Waco im „Tornado Alley“ – dem von Texas bis Minnesota reichenden Korridor mit besonders häufig auftretenden Tornados.
Der klimatische Durchschnitt bewegt sich zwischen etwa 1 °C und 13 °C im Januar sowie 23 °C und 36 °C im August. Die Niederschlagsmengen liegen zwischen 42 mm im Januar und 116 mm im Mai. Die Anzahl der Regentage pro Monat liegt zwischen 4 und 5 und ist damit eher gering.
|                       | Jan  | Feb  | Mär  | Apr  | Mai   | Jun  | Jul  | Aug  | Sep  | Okt  | Nov  | Dez  |   |       |
| Mittl. Tagesmax. (°C) | 13,4 | 16,0 | 20,9 | 25,6 | 29,1  | 33,3 | 36,0 | 36,2 | 32,0 | 26,8 | 20,4 | 15,2 | ⌀ | 25,5  |
| Mittl. Tagesmin. (°C) | 1,2  | 3,3  | 8,2  | 13,4 | 17,9  | 21,6 | 23,6 | 23,3 | 19,8 | 13,8 | 8,1  | 2,9  | ⌀ | 13,1  |
|                       |      |      |      |      |       |      |      |      |      |      |      |      |   |       |
| Niederschlag (mm)     | 41,9 | 53,1 | 59,2 | 81,0 | 116,3 | 83,3 | 50,5 | 42,7 | 89,4 | 85,3 | 61,7 | 47,2 | Σ | 811,6 |
|                       |      |      |      |      |       |      |      |      |      |      |      |      |   |       |
| Regentage (d)         | 4,9  | 5,0  | 5,1  | 5,4  | 6,8   | 5,8  | 3,3  | 3,9  | 5,6  | 5,3  | 5,2  | 4,7  | Σ | 61    |

| 1,2 |

| 3,3 |

| 8,2 |

| 13,4 |

| 17,9 |

| 21,6 |

| 23,6 |

| 23,3 |

| 19,8 |

| 13,8 |

| 8,1 |

| 2,9 |

| 1,2 |

| 3,3 |

| 8,2 |

| 13,4 |

| 17,9 |

| 21,6 |

| 23,6 |

| 23,3 |

| 19,8 |

| 13,8 |

| 8,1 |

| 2,9 |

## Geschichte

### 19. Jahrhundert

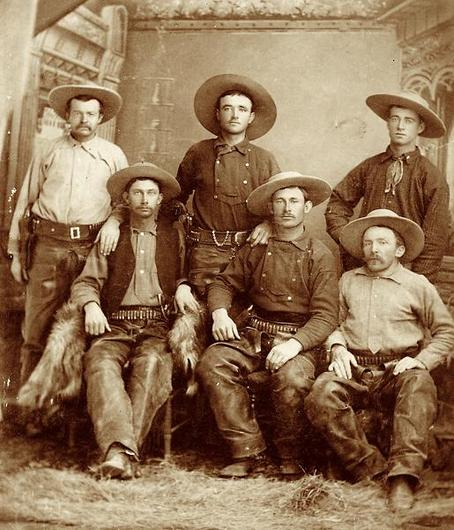
Texas Rangers in den 1860ern

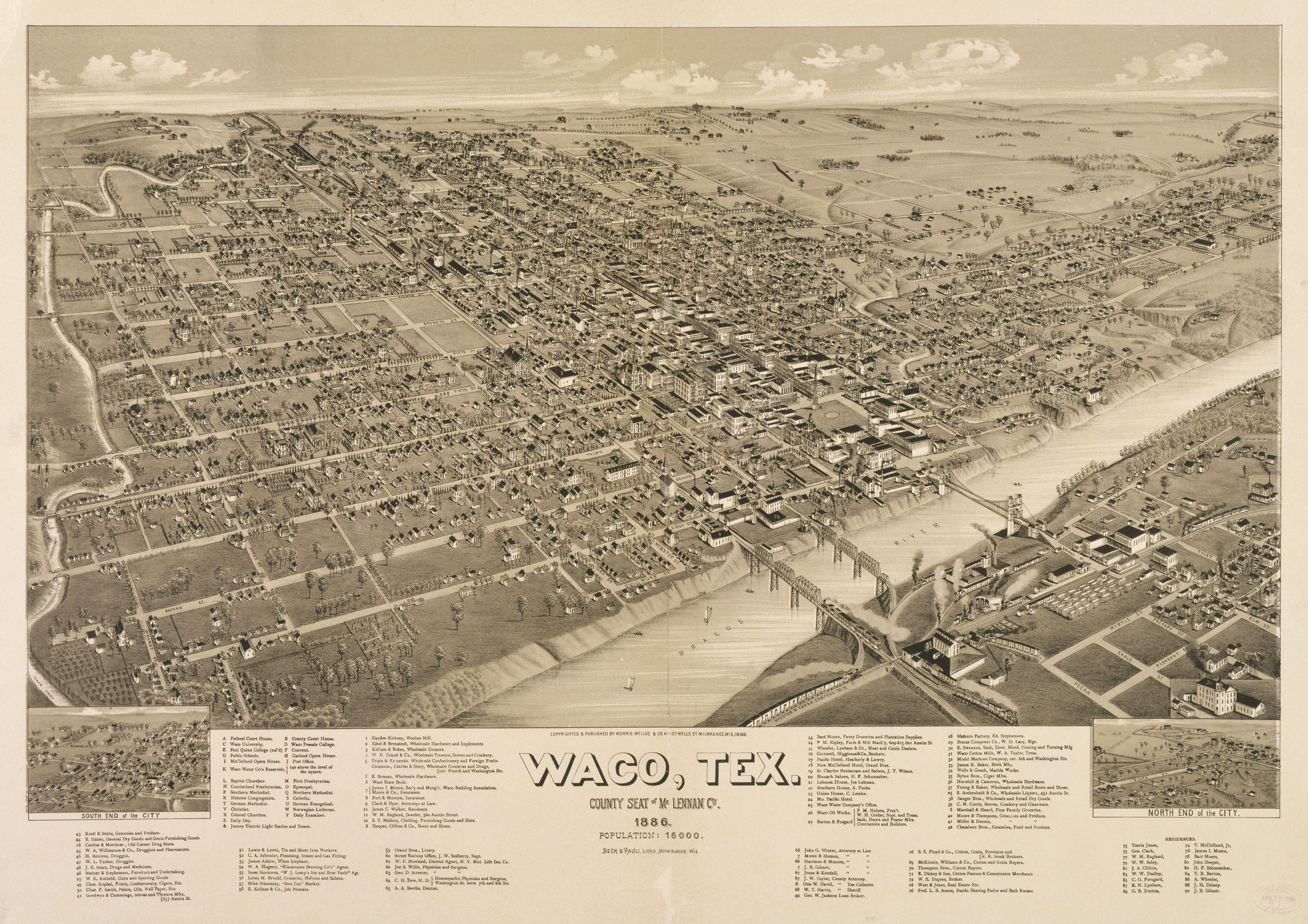
Stadtplan von 1886

In der präkolumbischen Geschichtsperiode lag das Gebiet, auf dem später die Stadt Waco entstand, im Einzugsbereich der Mississippi-Kultur – einer indianischen Hochkultur, die sich beidseits des Mississippis erstreckte und im Osten an die Waldland-Kultur, im Westen an die Pueblo-Kultur angrenzte. Im 17. und 18. Jahrhundert wurde das Gebiet von den Wichita bewohnt, einem kleineren Stamm am östlichen Rand der Great Plains. Im Norden und Westen grenzte es an die Comancheria – den Herrschaftsbereich der Comanchen, welche als Stamm die südlichen Prärien dominierten. Um 1830 veränderte sich die Besiedlungsstruktur des Gebiets – zum einen aufgrund des Zuzugs von Cherokee-Indianern, die im Zug des Pfads der Tränen aus ihren Siedlungsgebieten in Alabama und Georgia vertrieben worden waren, zum zweiten aufgrund des Vordringens texanischer Siedler. Erste europäische Ansiedlung auf dem Terrain war ein Vorposten der Texas Rangers, welcher 1837 gegründet wurde.
Die eigentliche Besiedlung setzte Ende der 1840er ein. Als Begründer der Stadt gilt George B. Erath, ein Mitbegründer der Ranger. Der Name der Stadt war von den Huaco abgeleitet, einem indigenen Stamm, der zuvor in der Gegend gelebt hatte; formell als City begründet wurde sie 1849.
Nach der Formierung des McLennan County im Jahr 1850 wurde Waco als Verwaltungssitz bestimmt. Die Bevölkerung wuchs rasch. 1859 umfasste sie 749 Einwohner; bis 1870 war sie auf über 3000 angewachsen. Wirtschaftlich dominierte der Baumwollanbau sowie die damit verbundene Plantagenwirtschaft. Während des US-Bürgerkriegs engagierten sich die Stadtbewohner aktiv für die Sache der Konföderation. Sechs konföderierte Generäle stammten aus der Stadt; insgesamt 17 Kompanien Soldaten kämpften auf den großen Schlachtfeldern des Bürgerkriegs. Wirtschaftlich wurde das Gebiet durch den Krieg ausgelaugt. Sklavenemanzipation sowie die Politik der Rekonstruktion nach 1865 sorgten für ein rapides Ansteigen örtlicher Kräfte, welche sich dieser Entwicklung entgegenstellten. Gewaltsame Übergriffe gegen Angehörige der afroamerikanischen Bevölkerungsgruppe waren an der Tagesordnung. In den Jahrzehnten nach dem Bürgerkrieg entwickelte sich Waco zu einem Zentrum der texanischen Viehzucht. Die Stadt lag auf der Wegstrecke des Chisholm Trails; die Anzahl der Rinder, die durch sie hindurchgetrieben wurden, belief sich bis 1871 auf 600.000 bis 700.000. Zusätzlich avancierte Waco zu einem Ausweichort für Neusiedler, welche sich in Texas niederzulassen gedachten. Während der 1870er Jahre verfügte die Stadt über Saloons, Spielhäuser sowie einen eigenen Rotlichtbezirk. Die Prostitution stand bis zum Beginn des 20. Jahrhunderts unter öffentlicher Aufsicht. Aufgrund der gewalttätigen Atmosphäre erhielt die Stadt den Beinamen „Six Shooter Junction“.
In den frühen 1880er-Jahren wurde Waco zum Eisenbahnknotenpunkt. Bereits im Jahr 1866 war der Stadtrand Schauplatz eines ehrgeizigen Infrastrukturprojekts – der Waco Suspension Bridge, welche den Brazos River überspannte und 1870 fertiggestellt wurde. Mit einer Mittelspannweite von 145 m war die Suspension Bridge die damals längste Hängebrücke westlich des Mississippi. Sie vereinfachte den Viehtrieb über den Chisholm Trail und diente dem Betreiberkonsortium als lukrative Einnahmequelle, bis sie 1889 vom County und kurz danach von der Stadt übernommen wurde. Eine weitere Aufwertung erfuhr Waco, als sich die in Independence gegründete Baylor University 1886 in der Stadt niederließ. Aufgrund des Zuzugs von Bildungseinrichtungen erhielt die Stadt Ende des 19. Jahrhunderts eine weitere Zusatzbezeichnung: „Athen von Texas“. Als weitere Infrastruktur-Teile hinzu kamen gepflasterte Straßen, eine elektrische Überlandbahn mit Anschluss nach Dallas, Stadtparks, eine erste Gasanlage sowie Straßenbahnen. Zudem hatten sich bis zur Jahrhundertwende unterschiedliche Industrien in der Stadt niedergelassen: Eisengießereien, Kesselanlagen, Getreidemühlen sowie Baumwollspinnereien. Bis 1914 war Waco zu einem wichtigen Zentrum der Versicherungswirtschaft avanciert; die Einwohnerzahl belief sich zu der Zeit auf rund 35.000.

### 20. und 21. Jahrhundert

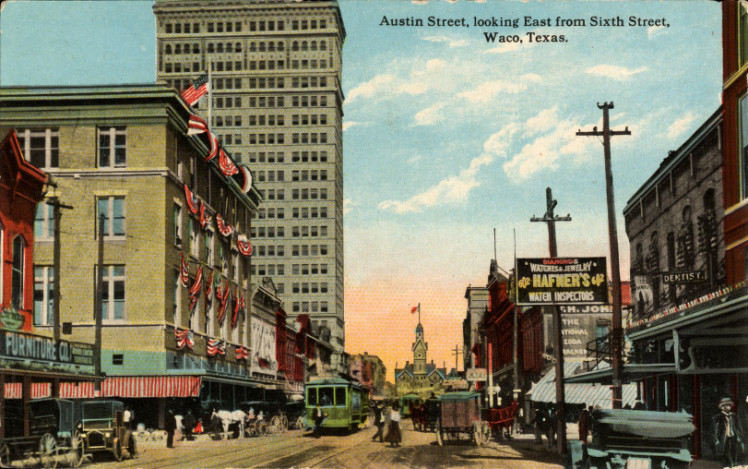
Postkarte von 1913: Austin Street

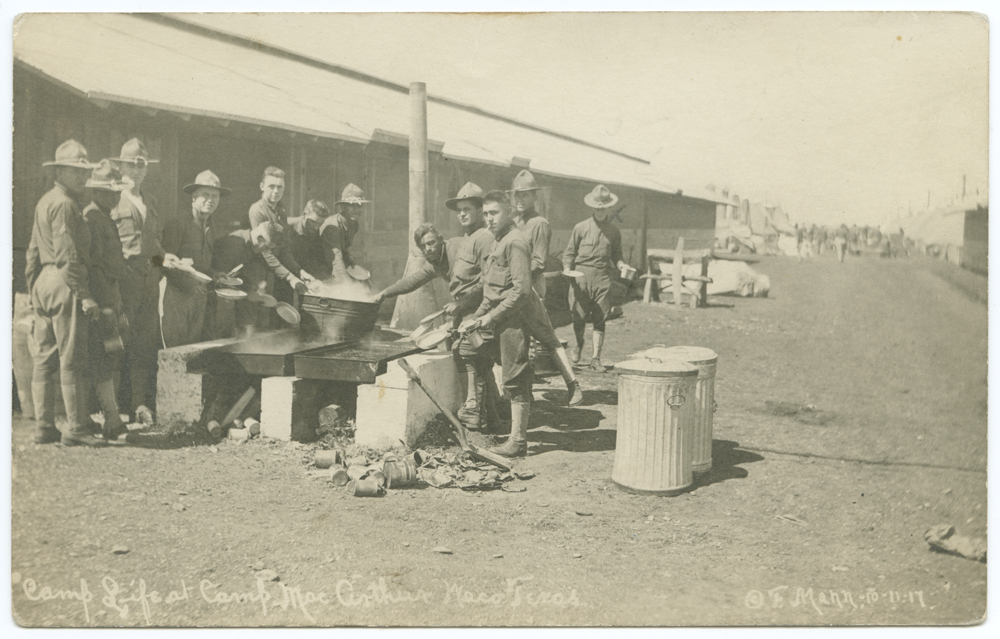
Camp McArthur, Oktober 1917

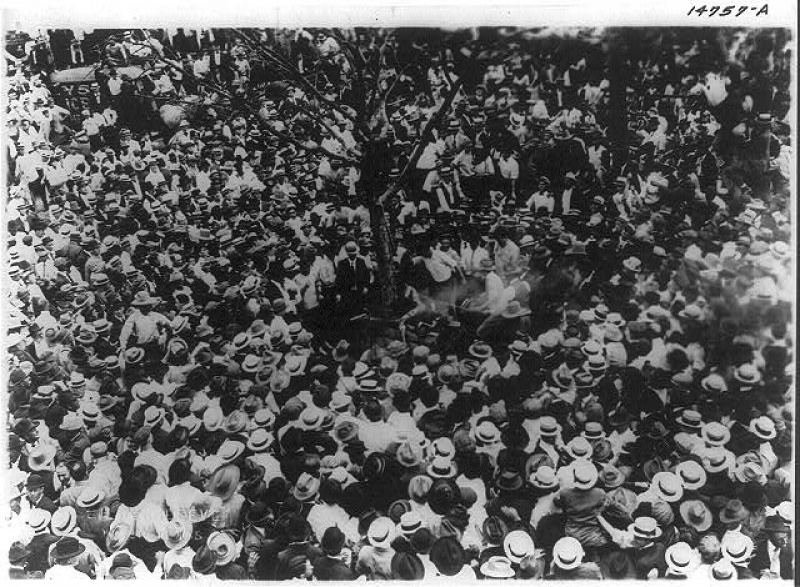
Menschenauflauf während des Lynchmords an Jesse Washington (1916)

Während des Ersten Weltkrieges war Waco Standort von Camp MacArthur – einer Infanterie-Übungsbasis im Nordwesten der Stadt. Die 35.000 Soldaten, die zwischen 1917 und 1919 dort stationiert waren, verdoppelten zeitweilig die Einwohnerschaft der Stadt. Hinzu kam der verstärkte Zuzug von Afroamerikanern aus den umliegenden Landkreisen – ein Zuzug, der von der Hoffnung auf bessere Arbeitsplätze, mehr Lohn sowie Zugang zu gesellschaftlichem Aufstieg motiviert war. Obwohl die Mehrzahl der hinzugezogenen Farbigen arm blieb, etablierte sich in den 1920er-Jahren langsam eine schwarze Mittelschicht. In den 1910er- und 1920er-Jahren explodierte die Gewalt in einer Serie von Übergriffen und Lynchmorden. Ein tragischer Höhepunkt dieser Entwicklung war die öffentliche Ermordung des 16-jährigen Afroamerikaners Jesse Washington, der am 15. Mai 1916 vor den Augen einer vielhundertköpfigen Menge gelyncht wurde. Hintergrund dieser Entwicklung war das Wieder-Erstarken des Ku-Klux-Klan, welcher in Zentral-Texas eine starke Basis hatte und in Waco einen Ableger mit der Ortsgruppen-Kennziffer 33 unterhielt. Die Autorin Patricia Ward Wallace konstatierte rückblickend, dass es vor allem der schwarze Wohlstand gewesen sei, welcher den weißen Rassismus angeheizt und ein Klima gefördert habe, in dem kultivierte Weiße nicht nur dem Klan beigetreten seien, sondern sich aktiv an Lynchmobs beteiligt hätten. 1923 marschierten mehr als 2000 Klansmen durch die Stadt. Ein Artikelautor der Texas State Historical Association konstatierte 2010 rückblickend, dass diese Entwicklung von einem Großteil der örtlichen Elite seinerzeit implizit toleriert worden sei.
Die Große Depression während der 1930er-Jahre stoppte die wirtschaftliche Dynamik der Stadt. Landwirte, Viehzüchter und Fabriken fuhren ihre Produktion herunter oder schlossen ganz. Bundesstaatliche New-Deal-Programme versuchten, den Trend mit Arbeitsbeschaffungsmaßnahmen sowie staatlichen Infrastruktur-Projekten zu brechen. Zusätzlich wurde in Waco ein Verteilungszentrum für überschüssige Waren eingerichtet. Der Zweite Weltkrieg sorgte für einen neuerlichen wirtschaftlichen Aufschwung. 1942 war Waco der führende Herstellungsort für Kinderbetten, Zelte sowie Matratzen. Die Rüstungsindustrie eröffnete auch Frauen in größerem Ausmaß Beschäftigungsmöglichkeiten. Am 11. Mai 1953 verwüstete ein Wirbelsturm die Stadt. Er tötete 114 Menschen, verletzte 145 schwer und zerstörte 196 Geschäftsgebäude komplett. Längerfristig bewirkte der Tornado, dass viele Geschäfte an den Stadtrand zogen und zum Niedergang der innerstädtischen Geschäftsviertel beitrugen. Ein weiterer wirtschaftlicher Rückschlag war die Schließung der Connally Air Force Base im Jahr 1966. Um den wirtschaftlichen Abwärtstrend der Stadt zu stoppen, war 1958 das Waco Urban Renewal Project ins Leben gerufen worden. Das Projekt leitete mehr als 125 Millionen Dollar in die Sanierung der Innenstadt sowie in den Bau neuer Wohnkomplexe. Faktoren, die langfristig gesehen den Faktor als Tourismus-Standort förderten, waren die Eröffnung des Texas Ranger Museums sowie die Eröffnung eines Zoos im Cameron Park.

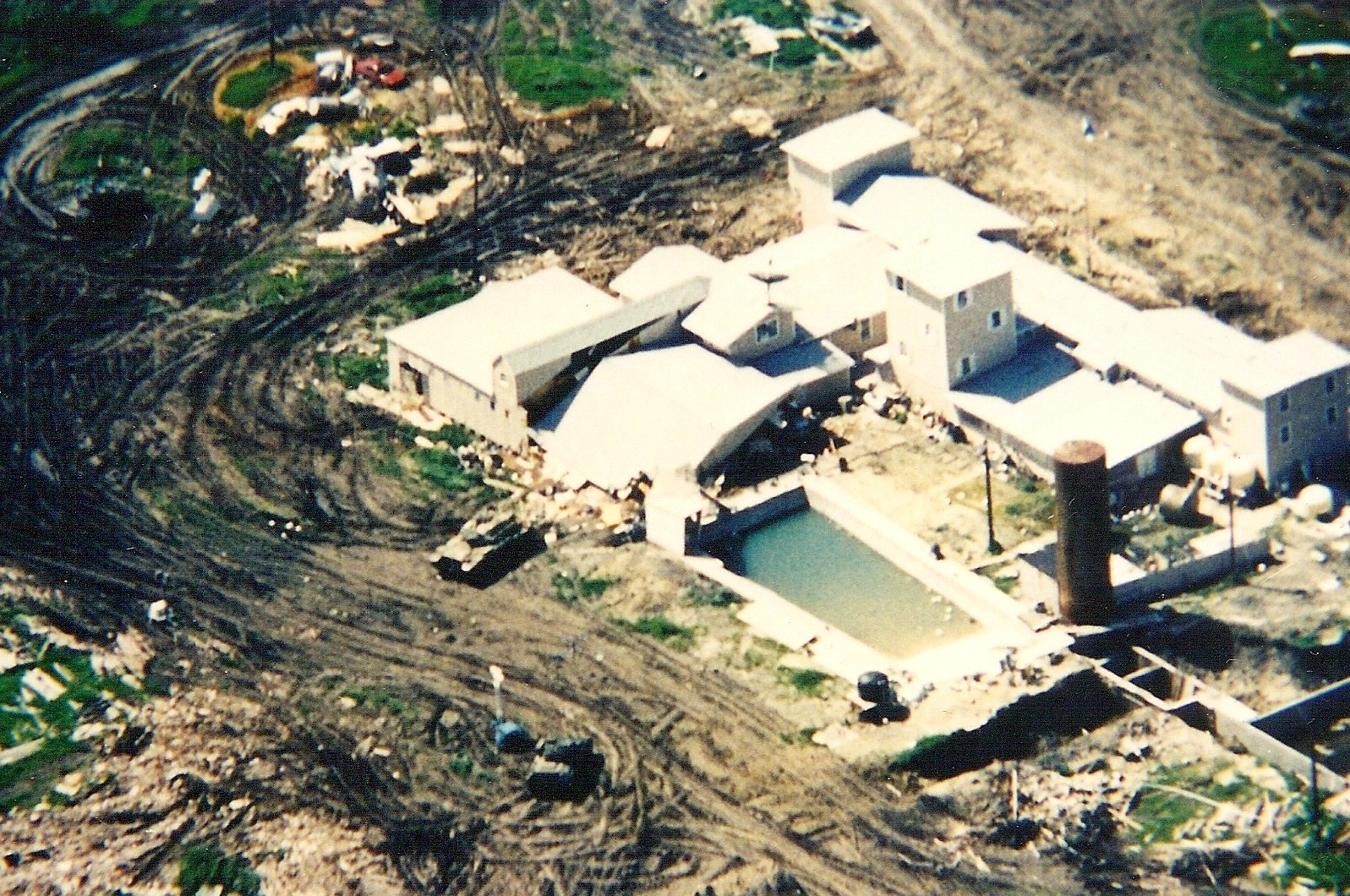
Anwesen der Davidianer-Sekte, April 1993

In den frühen 1990ern geriet Waco international durch die Belagerung und Erstürmung einer Ranch der Davidianer-Sekte in die Schlagzeilen: Am 28. Februar 1993 unternahm das ATF aufgrund des Verdachts auf illegalen Waffenbesitz den Versuch, auf der festungsähnlich ausgebauten Ranch der Branch-Davidian-Sekte in Mount Carmel bei Waco eine Razzia durchzuführen. Im Verlauf dieser Razzia starben vier Polizisten und fünf Ranchbewohner. Anschließend wurde die Ranch 51 Tage lang unter Beteiligung des nunmehr hinzugezogenen FBI belagert. Das Gelände wurde am 19. April 1993 schließlich mit Panzern und Hubschraubern gestürmt und es wurde damit begonnen, CS-Gas in die Ranch einzuleiten. Anschließend brach ein Brand aus, dessen Ursache ungeklärt ist. Es wird einerseits angenommen, dass die Sektenmitglieder das Feuer selbst legten. Andererseits wird jedoch auch vermutet, dass das Feuer durch das CS-Gas entzündet worden sein könnte. Bei dem Brand und durch Schussverletzungen starben 76 Sektenmitglieder. Lediglich neun Bewohner überlebten das Feuer. Unter den Toten befand sich auch der Sektenführer David Koresh. Die Ereignisse avancierten in der Folge zu einem bedeutenden Sinnstiftungs-Element US-amerikanischer Rechtsextremisten und der mit ihnen verbundenen Milizen-Bewegung im Kampf gegen die als „Besatzungsmacht“ klassifizierte Bundesregierung. Explizit auf die Ereignisse in Waco bezog sich etwa der Oklahoma-Bombenattentäter Timothy McVeigh. Indizien, die einen rechten Hintergrund in Betracht kommen ließen, lieferte 2013 die Explosion in einer Düngemittelfabrik 18 Kilometer vor der Stadtgrenze. Der verwendete Sprengstoff, so Hinweise aus Medien, sei vom selben Fabrikat gewesen wie derjenige, welchen McVeigh bei seinem Anschlag verwendet habe.
Von 2013 bis 2018 war Waco Schauplatz der HGTV-Sendung Fixer Upper, in der das Ehepaar Chip und Joanna Gaines heruntergekommene Gebäude sanierte und neue Eigentümer fand. Die Show machte den Ort zu einem bedeutenden Tourismus-Ziel mit über 50.000 Besuchern pro Woche auch nach dem Ende der Sendung (Stand: April 2019). Die Besucher führten zu einem erheblichen Wirtschaftsaufschwung mit Hotellerie, Gastronomie und Unterhaltung sowie Einzelhandel. Die Gaines vermarkten sich und ihre Show unter der Marke Magnolia, unter der auch das von ihnen seit 2006 betriebene Einkaufszentrum Magnolia Market läuft, das zwei Straßenblöcke in Downtown Waco belegt.
Am 17. Mai 2015 kam es in Waco zu einer Schießerei zwischen verfeindeten Motorradbanden. Dabei starben neun Menschen, 18 wurden verletzt und die Polizei nahm 177 Personen fest. An der Schießerei waren Mitglieder des Bandidos Motorcycle Club und der Cossacks beteiligt. Grobes Fehlverhalten der ermittelnden Polizei und Staatsanwaltschaft führten dazu, dass bis spätestens April 2019 alle Gerichtsverfahren gegen die Beteiligten ohne Urteil eingestellt wurden. Dabei kamen Erkenntnisse an die Öffentlichkeit, dass mindestens vier Rocker von Polizisten erschossen worden waren und die Staatsanwaltschaft vorsätzlich Beweismittel unterdrückt und Unbeteiligte verfolgt hatte. Über 100 der Beschuldigten klagten auf Schadensersatz gegen die Stadt Waco und McLennan County, die geforderten Summen lagen weit über 1 Mrd. Dollar.

## Demografische Angaben, Verwaltung und Politik
Die Einwohneranzahl von Waco ist seit der Gründung der Stadt im 19. Jahrhundert zwar stetig gestiegen. von den 1930ern bis zu den 1950ern stagnierte sie allerdings beziehungsweise entwickelte sich leicht rückläufig. Laut den Daten des United States Census Bureau aus dem Jahr 2016 betrug die Einwohnerzahl in diesem Jahr 130.659 Personen. 63.645 davon waren männlich, 67.014 weiblich. 99.088 Einwohner waren 18 Jahre oder älter, 33.571 Kinder oder Jugendliche, 15.055 älter als 65 Jahre. Der Altersmedian betrug 28,5 Jahre. 56.622 der Befragten bezeichneten sich als Weiße (43,3 %), 27.028 als Afroamerikaner (20,7 %), 2473 als Asiaten (1,7 %); 161 klassifizierten ihre ethnische Zugehörigkeit als nordamerikanische Indianer (0,1 %). 2171 (1,7 %) gaben an, zwei oder mehr Ethnien anzugehören. Unabhängig von der Frage zur Zensus-Deklaration Race bezeichneten sich 42.117 Einwohner als Hispanic oder Latino. Anteilig rangierte diese Gruppe mit 32,2 % an zweiter Stelle hinter den Weißen.
Laut Quickfacts-Infos auf census.gov betrug das Medianeinkommen pro Haushalt 34.099 US-Dollar (USD). Der ermittelte Medianwert liegt sowohl unter dem des Bundesstaats Texas (51.900 USD) als auch dem der USA insgesamt (53.000 USD). Übertroffen wird der US-Median lediglich durch diejenigen einiger Vorstädte in der Peripherie von Waco. An Personen, die in Armut leben, wies der Zensus 27,5 % aus, an Personen ohne Krankenversicherung 18,2 %.
Oberste Regierungsinstanz in Waco ist der Stadtrat. In ihm sitzen fünf gewählte Vertreter; der Bürgermeister, welcher als sechster hinzukommt, wird ebenfalls gewählt. Die Palette der städtischen Dienstleistungen entspricht der vergleichbarer amerikanischer Städte mit ähnlicher Größe. Der öffentliche Sektor umfasst Polizei, Feuerwehr, Buslinien, Strom- und Wasserversorgung, die Abfallentsorgung sowie das städtische Touristen-Informationscenter.
Die politischen Präferenzen der Wähler in Waco entsprechen, was Sieger und Verlierer anbelangt, im Groben dem in ganz Texas. Der Großtrend für die südlichen Bundesstaaten (Solid South) von den Demokraten hin zu den Republikanern kam auch hier zum Tragen – wobei die jeweiligen Ergebnisse in Zentral-Texas noch prononcierter ausfallen. Bei der Präsidentschaftswahl 2016 erhielt Donald Trump im McLennan County rund 61 %, Hillary Clinton 34 % (Vergleichswerte für Gesamt-Texas: 52 % und 43 %). Deutlich über dem Gesamtstaats-Durchschnitt liegende Ergebnisse erzielten die Republikaner auch bei den Wahlen 2012, 2008, 2004 und 2000. Bis in die 1960er-Jahre war das County eine Hochburg der Demokraten gewesen. Auch in jener Ära war die Präferenz für diese Partei, verglichen mit Gesamt-Texas, im McLennan County meist überdurchschnittlich ausgeprägt.

## Wirtschaft, Beschäftigung und Bildung
Laut Daten auf der Website von statisticalatlas.com arbeiten 14,6 % der Beschäftigten im Bereich Verwaltung und Administration. Im Verkauf und im Bereich Ernährungs-Dienstleistungen sind 10,2 % beziehungsweise 8,1 % tätig, im Sektor Erziehung ebenfalls 8,1 %. Als wichtigste Wirtschaftssektoren führt die Seite die beiden Bereiche Erziehung und Gesundheitswesen auf. Eine Aufstellung der Handelskammer Waco führte als wichtigste Arbeitgeber innerhalb der Stadt auf: die Baylor University mit 2.675 Beschäftigten, das Schulsystem der Stadt (2.500 Beschäftigte), das Providence Health Center (2.397 Beschäftigte) und das unter anderem im Rüstungsbereich tätige Technologieunternehmen L3 Technologies (2300 Beschäftigte). Größte Arbeitgeber im Einzelhandel sind die Firmen Walmart (1656 Beschäftigte) und H-E-B (1500 Beschäftigte), größter Erzeugerbetrieb mit über 1000 Beschäftigten ist die Firma Sanderson Farms.

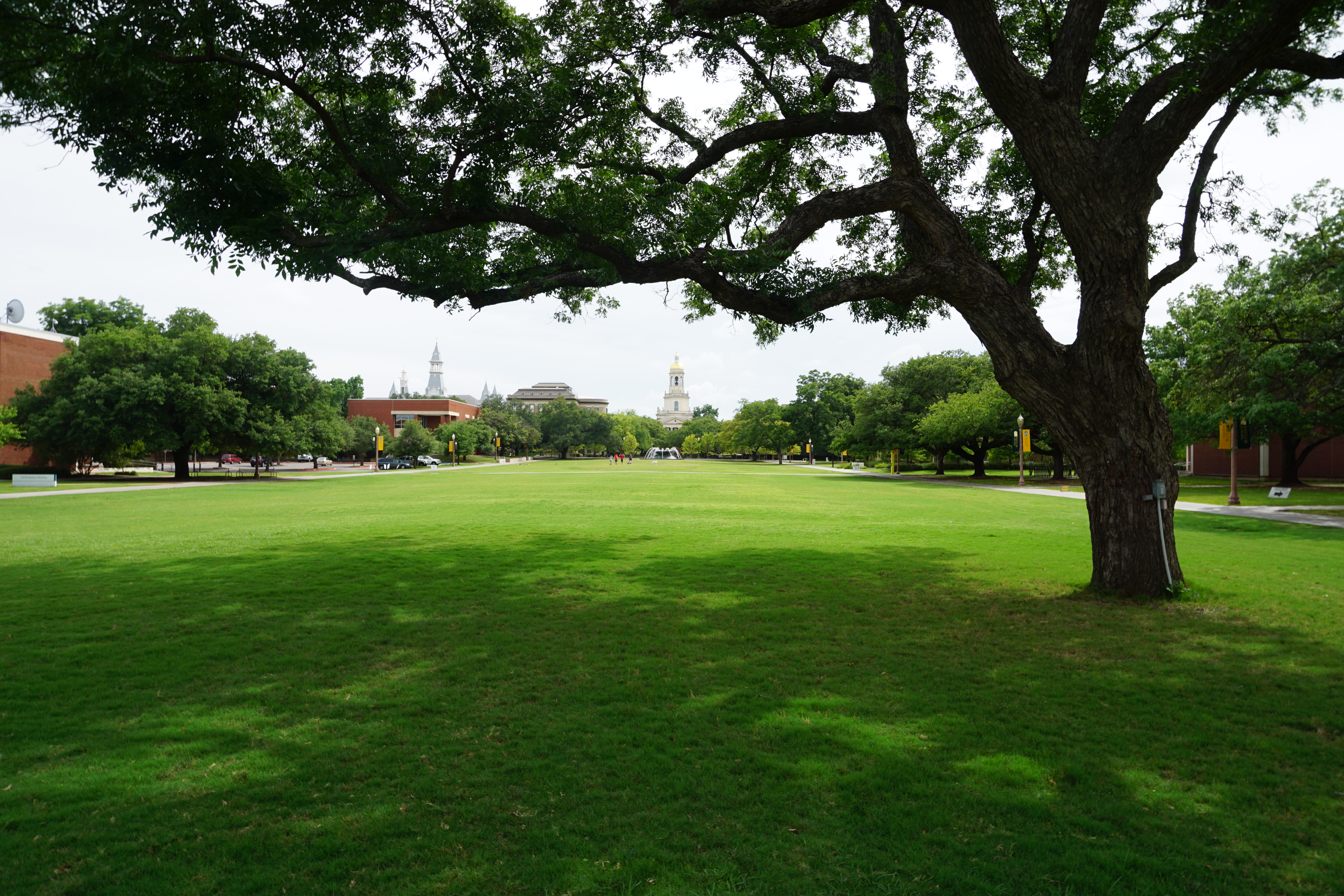
Anlagen der Baylor University

Das in der Stadt sowie der Waco Area präsente Bildungssystem weist eine breite Palette unterschiedlicher Einrichtungen auf. Das öffentliche Schulsystem wird größtenteils vom Waco Independent School District betreut; einige Außenbezirke der Stadt sind den Schulbezirken umliegender Städte zugeordnet. Das öffentliche Schulsystem wartet mit drei High Schools auf: der Waco High School, der University High School und der Midway High School. Flankierend hinzu kommen High-School-Einrichtungen privater Träger.
Darüber hinaus sind in Waco drei öffentliche Hochschulen und Universitäten präsent: die Baylor University, das McLennan Community College und das Texas State Technical College. Das Angebot wird ebenfalls von einer Reihe privater Träger flankiert. Weitere Einrichtungen mit College-Status sind unter anderem: das A&M College, The Catholic College, die Gurley School, The Independent Biblical and Industrial School, das Paul Quinn College (HBCU) und das Waco Business College.

### Arbeitgeber
Die größten Arbeitgeber in Waco waren 2018:
| Arbeitgeber                         | Arbeitnehmer |
| ----------------------------------- | ------------ |
| Baylor University                   | 3.064        |
| Providence Healthcare               | 2.397        |
| Waco Independent School District    | 2.373        |
| HE Butt Grocery                     | 2.000        |
| Baylor Scott & White Medical Center | 1.700        |
| City of Waco                        | 1.578        |
| Midway Independent School District  | 1.286        |
| Sanderson Farms                     | 1.126        |
| McLennan County                     | 977          |
| Walmart                             | 947          |

## Sehenswürdigkeiten

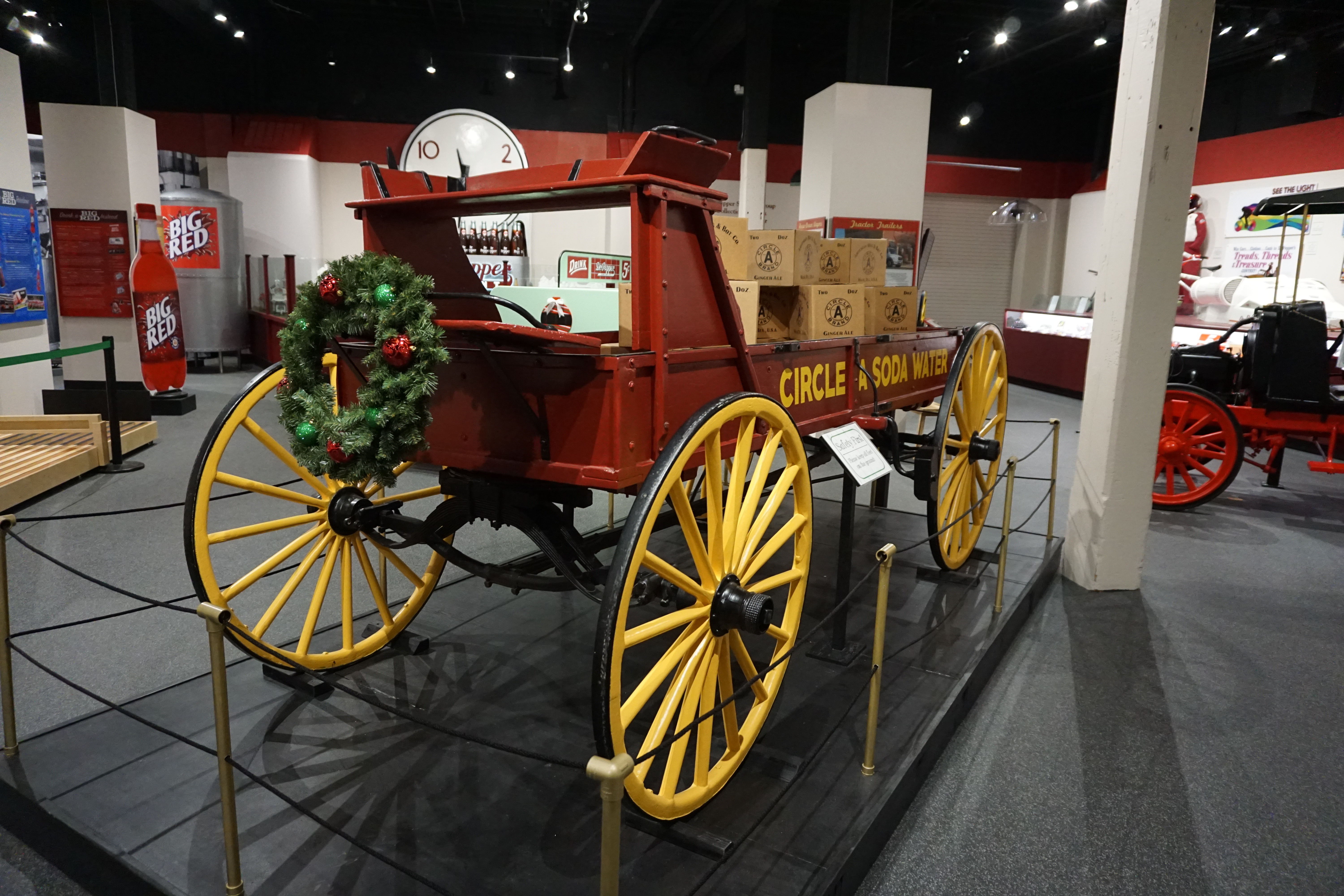
Dr. Pepper Museum

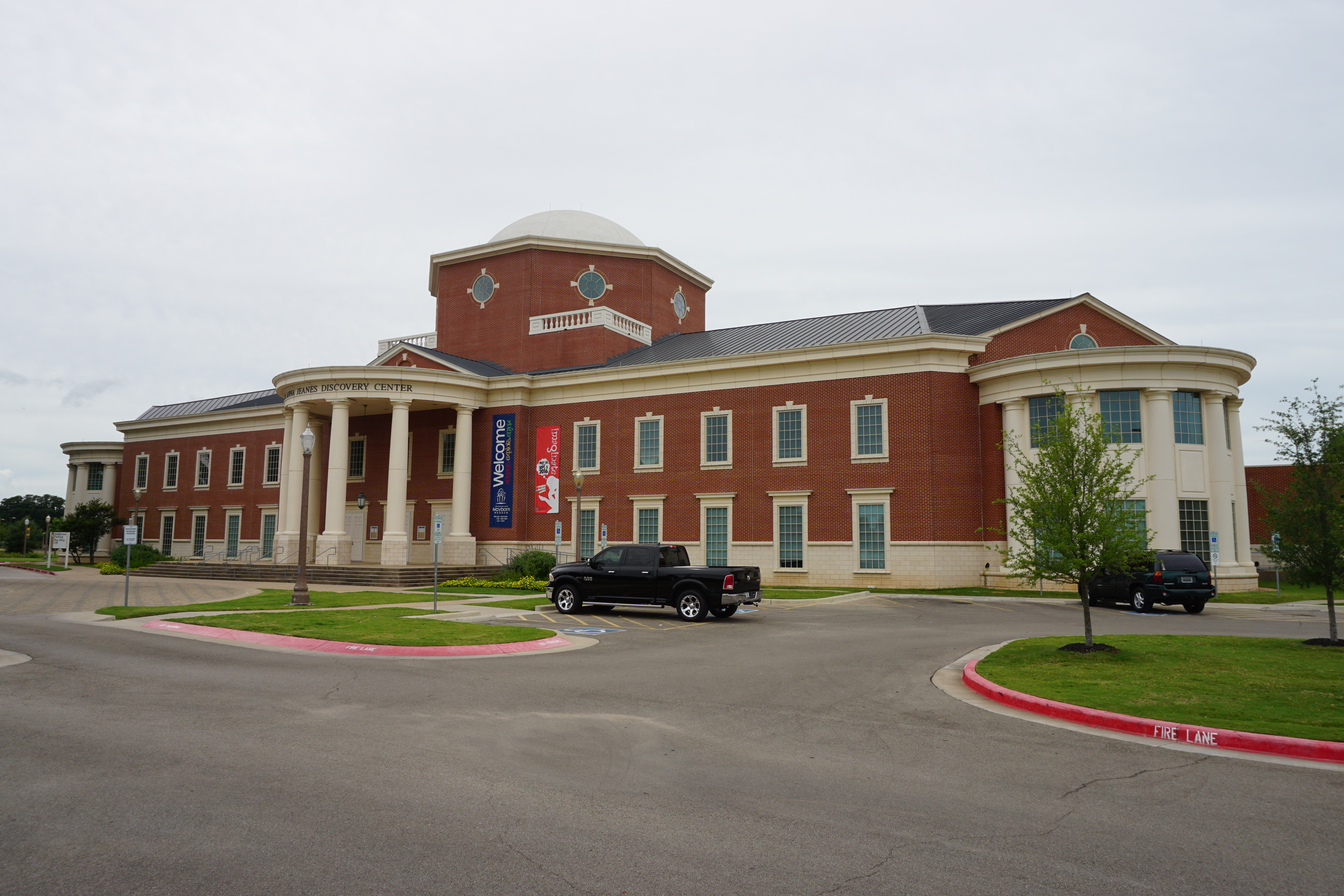
Mayborn Museum Complex auf dem Gelände der Baylor University

Die wichtigsten, zum Teil auch überregional bekannten Sehenswürdigkeiten in Waco sind:
- Texas Ranger Hall of Fame & Museum. Museum und Ehrenhalle sind im Stadtzentrum zu finden. Errichtet wurden sie an dem Ort, an dem 1837 der erste Ranger-Vorposten erbaut wurde. Im Unterschied zu dem privat unterhaltenen Texas Ranger-Museum in San Antonio genießt das in Waco offiziellen Status. In die im gleichen Gebäude liegende Hall of Fame wurden bislang rund 30 Ranger aufgenommen.
- Dr. Pepper Museum. Das Museum zeigt Ausstellungsstücke zur Firmengeschichte des Softdrinks Dr. Pepper. 1885 erstmals auf den Markt gebracht und einige Zeit unter dem Markennamen Waco erhältlich, entwickelte sich Dr. Pepper zu einer Marke, deren Beliebtheit in Texas noch vor der von Coca- und Pepsi-Cola rangiert. Das Museum wird unabhängig betrieben und ist nicht Teil des Konzerns.
- Texas Sport Hall of Fame. Sie widmet sich der Ehrung von Sport-Größen, die aus Texas stammen.
- Mayborn Museum Complex: ein Museum zu Naturwissenschaften sowie der Geschichte der Region.
- Armstrong Browning Library. Die auf dem Gelände der Bailey-Universität liegende Bibliothek wurde von einem Universitätsprofessor begründet und ist nach dem Dichter-Ehepaar Robert Browning und Elizabeth Barrett Browning benannt. Die in St. Louis gefertigten Glasfenster der Library sind die größte nichtreligiöse Glasfenstergruppe in den USA.
- Waco Suspension Bridge. Die 1870 erbaute Hängebrücke wurde zwischenzeitlich renoviert und in eine Fußgängerbrücke umgewandelt.
- Praetorian Building. Das in der Franklin Avenue stehende, sieben Stockwerke hohe Gebäude wurde von dem Architektenbüro C. W. Bulger & Co. im Stil der Chicagoer Schule errichtet und stammt aus dem Jahr 1915.
- Cameron Park Zoo. Der Zoo ist Bestandteil des Erholungs-Areals rund um den Cameron-Park. Er verfügt über mehr als 1700 Tiere aus 300 unterschiedlichen Spezies.[27]
- Waco Mammoth National Monument eine Fundstelle von 24 Präriemammuts.

## Persönlichkeiten

### Söhne und Töchter der Stadt

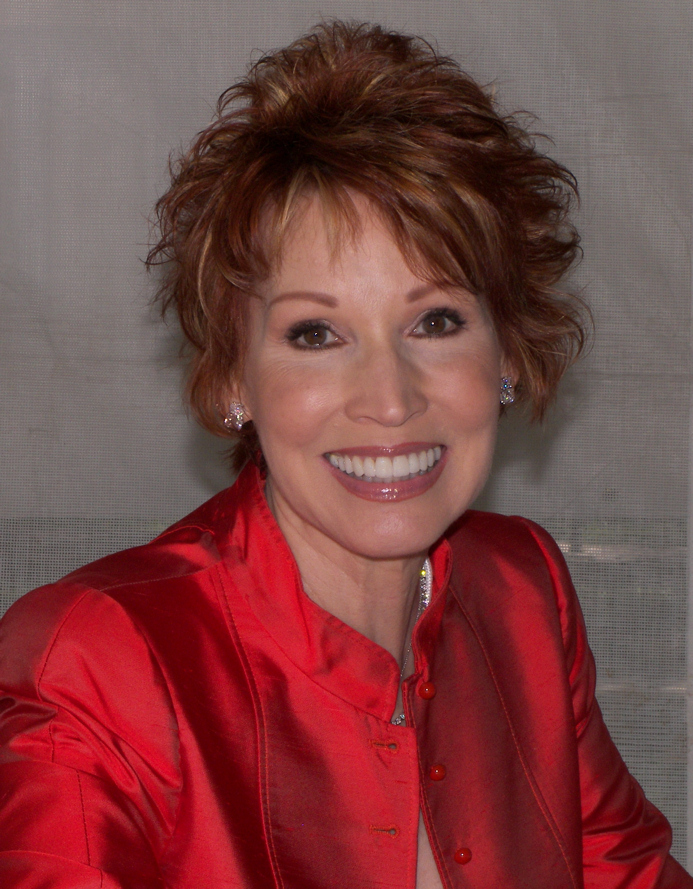
Sandra Brown (* 1948)

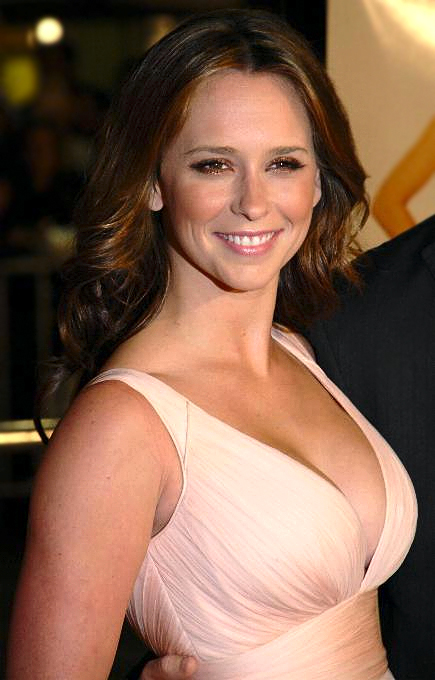
Jennifer Love Hewitt (* 1979)

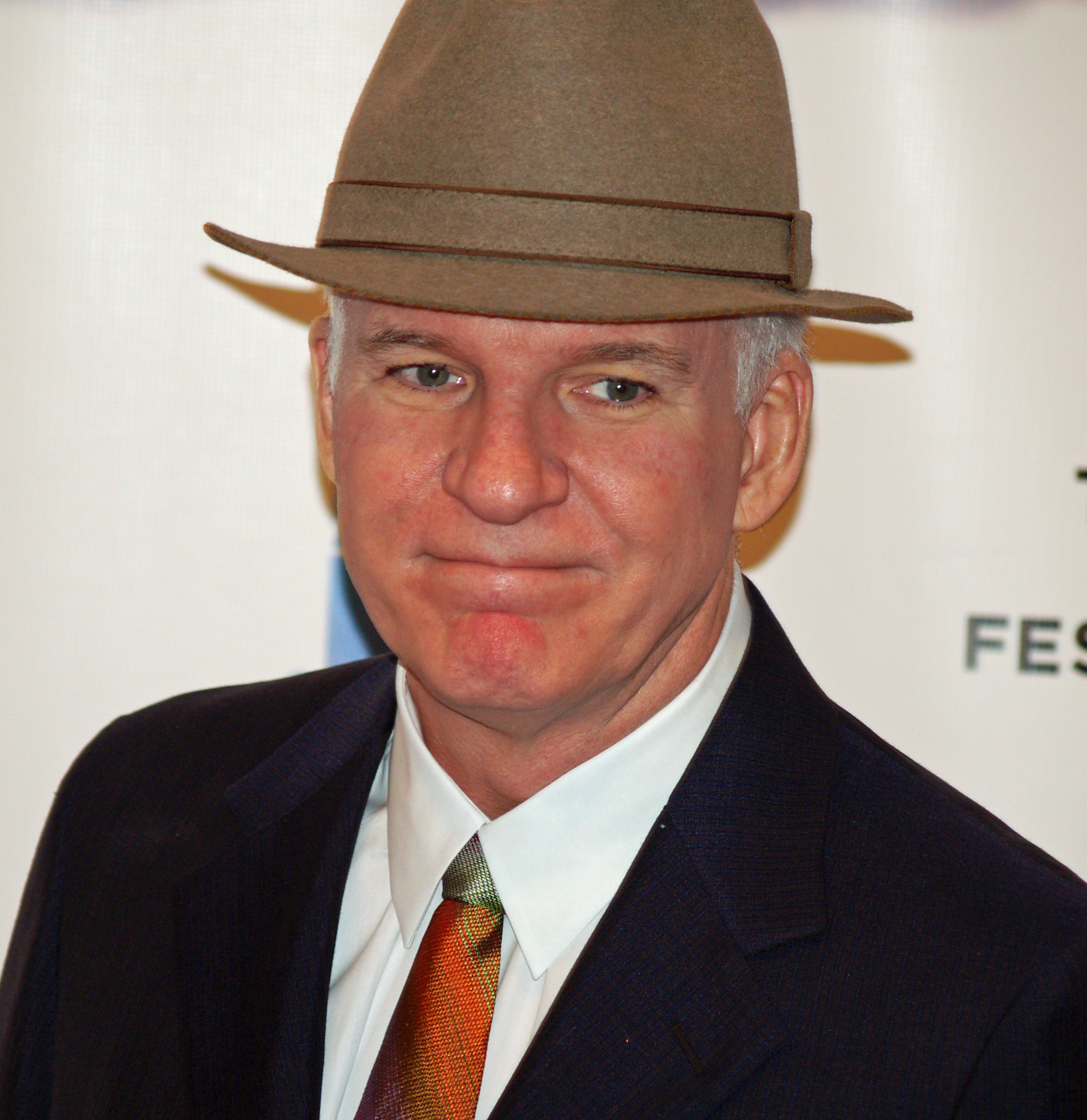
Steve Martin (* 1945)

- Charlie Adams (1920–2004), Country-Musiker
- Samuel Clifford Adams Jr. (1920–2001), Entwicklungshelfer und Diplomat
- Bruce Alford (1922–2010), American-Football-Spieler und -Schiedsrichter
- Travis Banton (1894–1958), Kostümbildner
- Joe Barton (* 1949), Politiker, Vertreter von Texas im US-Repräsentantenhaus
- Lance Berkman (* 1976), Baseballspieler
- LeJerald Betters (* 1988), Sprinter
- Andrew Billings (* 1995), American-Football-Spieler
- T. Berry Brazelton (1918–2018), Pädiater
- Sandra Brown (* 1948), Bestseller-Autorin
- Allison Danzig (1898–1987), Sportjournalist bei der New York Times
- Dominik Dombrowski (* 1964), deutschamerikanischer Autor und Übersetzer
- John Dowdy (1912–1995), Politiker, Vertreter von Texas im US-Repräsentantenhaus
- Robert E. Lee Faris (1907–1998), Soziologe
- Percy Lee Gassaway (1885–1937), Politiker, Vertreter von Oklahoma im US-Repräsentantenhaus
- Gary Gilmore (1940–1977), Raubmörder
- Peri Gilpin (* 1961), Schauspielerin (bekannt als Roz Doyle in der Fernsehserie Frasier)
- Austan Goolsbee (* 1969), Ökonom
- Texas Guinan (1884–1933), Schauspielerin, Entertainerin und Nachtclubbesitzerin
- Anne Gwynne (1918–2003), Schauspielerin
- James Hand (1952–2020), Country-Musiker und Songwriter
- Roy Hargrove (1969–2018), Jazz- und Funk-Trompeter
- Richard C. Hawkins (1922–2015), Filmproduzent, Filmregisseur, Filmemacher und Professor
- Jennifer Love Hewitt (* 1979), Sängerin und Schauspielerin
- Clarence Hutchenrider (1908–1991), Jazzmusiker des Swing
- Malcolm Jameson (1891–1945), Science-Fiction-Autor
- Leon Jaworski (1905–1982), Jurist, Sonderermittler in der Watergate-Affäre
- Allene R. Jeanes (1906–1995), Chemikerin, Entdeckerin von Xanthan
- Kari Jobe (* 1981), Sängerin und Songwriterin im Bereich Gospel und christliche Popmusik
- Derrick Johnson (* 1982), American-Football-Spieler
- Eddie Bernice Johnson (1934–2023), Politikerin, Vertreterin von Texas im US-Repräsentantenhaus
- Wilbert London (* 1997), Leichtathlet, Sprinter
- Vivienne Malone-Mayes (1932–1995), Mathematikerin und Hochschullehrerin
- Steve Martin (* 1945), Schauspieler
- George C. McGhee (1912–2005), US-Botschafter in Deutschland
- Doris Miller (1919–1943), erster Afroamerikaner, der das Navy Cross erhielt
- Charles Wright Mills (1916–1962), Soziologe
- William G. Moore Jr. (1920–2012), General der United States Air Force
- Elsie Motz Lowdon (1882 oder 1883–1960), Porträt- und Miniaturmalerin
- Edgar Nemir (1910–1969), Ringer und Boxer, Silbermedaillengewinner bei den Olympischen Spielen 1932
- Michael O’Hara (1932–2018), Volleyballspieler
- Bill Payne (* 1949), Rockpianist und -keyboarder
- William R. Poage (1899–1987), Politiker, Vertreter von Texas im US-Repräsentantenhaus
- Cecile Richards (1957–2025), politische Aktivistin und Präsidentin von Planned Parenthood
- William Charles Rogers (* 1951), Profigolfer
- Jarvis Scott (1947–2017), Sprinterin
- Pete Sessions (* 1955), Politiker, Vertreter von Texas im US-Repräsentantenhaus
- Eddy Shaver (1962–2000), Country-Rock-Gitarrist, Arrangeur und Songwriter
- Ashlee Simpson (* 1984), Sängerin und Schauspielerin
- Herman D. Suit (1929–2022), Mediziner
- Terrance Thomas (* 1980), Basketballspieler
- Hank Thompson (1925–2007), Country-Sänger
- Fisher Tull (1934–1994), Komponist, Musikpädagoge und Trompeter
- Mercy Dee Walton (1915–1962), Jump-Blues-Pianist, Sänger und Songwriter
- Billy Williams (1910–1972), Sänger
- Robert Wilson (1941–2025), Theaterregisseur

### Sonstige Persönlichkeiten

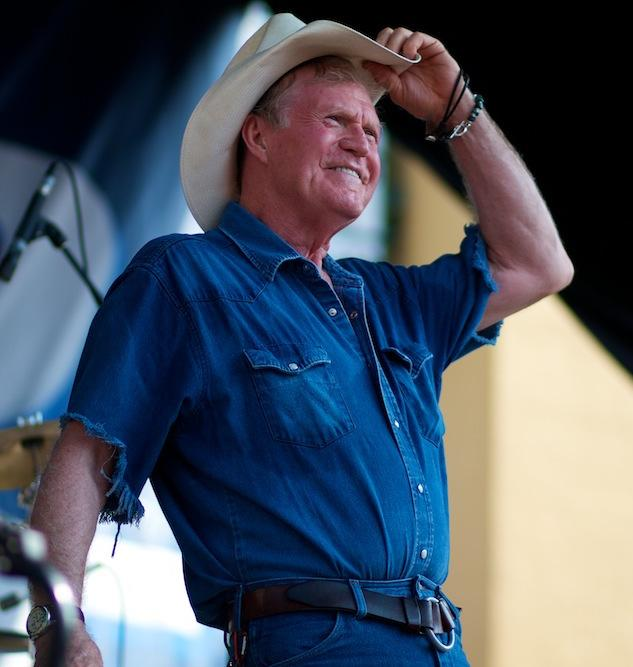
Billy Joe Shaver (2011)

- Shannon Elizabeth (* 1973), Schauspielerin, wuchs in Waco auf
- Silas Nacita (* 1993), ehemaliger American-Football-Spieler, aktiver Vlogger auf Youtube, lebt in Waco
- George Sauer (1943–2013), American-Football-Spieler, wuchs in Waco auf und lebte dort
- Billy Joe Shaver (1939–2020), Country-Sänger, lebte zuletzt in der Region um Waco

## Sonstiges
Rund 50 km westlich der Stadt, bei der kleinen Ortschaft Crawford, befindet sich die Ranch des ehemaligen US-Präsidenten George W. Bush.